# Campionati del mondo di ciclismo su pista 2012 - Inseguimento individuale femminile
La gara inseguimento individuale femminile ai Campionati del mondo di ciclismo su pista 2012 si svolse l'8 aprile 2012. La vittoria fu appannaggio della neozelandese Alison Shanks.
Partenza con 22 atlete, le quali tutte completarono la gara. 
Tutte le manche si svolsero sulla distanza di 3000 mt. con partenza da fermo.

## Podio
| Pos.    | Atleta            | Nazionalità   |
| ------- | ----------------- | ------------- |
| Oro     | Alison Shanks     | Nuova Zelanda |
| Argento | Wendy Houvenaghel | Gran Bretagna |
| Bronzo  | Ashlee Ankudinoff | Australia     |

## Risultati

### Qualifiche
I migliori due tempi si qualificano alla finale per l'oro, il terzo e il quarto tempo si qualificano alla finale per il bronzo.
| Pos. | Atleta                 | Nazione       | Tempo    | Note |
| ---- | ---------------------- | ------------- | -------- | ---- |
| 1    | Alison Shanks          | Nuova Zelanda | 3:27.268 | Q    |
| 2    | Wendy Houvenaghel      | Gran Bretagna | 3:27.842 | Q    |
| 3    | Amy Cure               | Australia     | 3:28.474 | q    |
| 4    | Ashlee Ankudinoff      | Australia     | 3:28.869 | q    |
| 5    | Tara Whitten           | Canada        | 3:30.407 |      |
| 6    | Joanna Rowsell         | Gran Bretagna | 3:31.187 |      |
| 7    | Vilija Sereikaitė      | Lituania      | 3:33.612 |      |
| 8    | Yelyzaveta Bochkaryova | Ucraina       | 3:34.471 |      |
| 9    | Caroline Ryan          | Irlanda       | 3:34.515 |      |
| 10   | Jaime Nielsen          | Nuova Zelanda | 3:35.286 |      |
| 11   | Jennie Reed            | Stati Uniti   | 3:35.359 |      |
| 12   | Lauren Ellis           | Nuova Zelanda | 3:37.925 |      |
| 13   | Vera Koedooder         | Paesi Bassi   | 3:38.099 |      |
| 14   | Verena Absalyamova     | Russia        | 3:39.456 |      |
| 15   | Katarzyna Pawłowska    | Polonia       | 3:39.519 |      |
| 16   | Eugenia Bujak          | Polonia       | 3:39.610 |      |
| 17   | Madeleine Sandig       | Germania      | 3:40.156 |      |
| 18   | Marlies Mejías         | Cuba          | 3:40.371 |      |
| 19   | Maki Tabata            | Giappone      | 3:44.501 |      |
| 20   | Minami Uwano           | Giappone      | 3:44.644 |      |
| 21   | Svetlana Pauliukaitė   | Lituania      | 3:44.646 |      |
| 22   | Wong Wan Yiu           | Hong Kong     | 3:47.976 |      |

### Finali
| Posizione            | Atleta            | Nazione       | Tempo    | Gap    |
| -------------------- | ----------------- | ------------- | -------- | ------ |
| Finale per l'Oro     |                   |               |          |        |
| 1                    | Alison Shanks     | Nuova Zelanda | 3:30.199 |        |
| 2                    | Wendy Houvenaghel | Gran Bretagna | 3:32.340 | +2.141 |
| Finale per il Bronzo |                   |               |          |        |
| 3                    | Ashlee Ankudinoff | Australia     | 3:33.593 |        |
| 4                    | Amy Cure          | Australia     | 3:33.642 | +0.110 |